# Szemantikus web

A szemantikus web struktúrája

A szemantikus web a W3C által adott hivatalos meghatározás szerint szabványok rendszere: „A szemantikus web egy közös keretet biztosít az adatok határok nélküli megosztására és újrahasznosítására az alkalmazások, intézmények és közösségek között ...” A szemantikus webet mint fogalmat először Tim Berners-Lee írta le 2001-ben. Valójában a szemantikus web az adatoknak és az adatokhoz kapcsolható (különböző) jelentéseknek az alkalmazások közötti megosztására szolgáló legjobb módszerek szabványainak bonyolult rendszere.
A szemantikus web adatelemeket és nem weblapokat kapcsol össze. Ez az adatkapcsolt modell újszerű összefüggéseket tár fel az emberek, az üzleti világ, különböző közösségek számára, megkönnyítve a tudás megszerzését és terjesztését.
A szemantikus web nem egy vállalat, nem egy szoftver, de még csak nem is egy keresőmotor. Ezért nem is helyettesíti a keresőket. Az RDF használata a hagyományos adatbázisok indexei helyett összefüggések leírásakor sok előnyt nyújt. Ez a szemantikus keresés a mindennapokban az élet sok területén plusz értékkel bír.
A szemantikus web nem katalógusrendszer. Valójában egy szemantikusweb-megoldás nem tartalmaz katalóguscédulákat, sokkal inkább katalógusdobozokat üres cédulákkal. Egy szabályrendszer, ami hátteret biztosít katalogizáláshoz is.

## A szemantikus web kialakulása
Berners-Lee a webet elsősorban emberek által olvasható dokumentumok megosztására tervezte. A jelenlegi weblapok döntő többségén az információk eléréséhez ki kell tölteni egy keresőképernyőt majd az e célra szolgáló ablak megfelelő mezőjében elolvasni a megjelenő információt. Amennyiben az így elérhető adatokat automatizáltan kívánjuk feldolgozni, mint ahogy ezt a szállodai szobafoglalás, repülőjegy vásárlás stb. alkalmával a legtöbb utazási iroda teszi, akkor az erre szolgáló alkalmazás az információt egy meglehetősen nehézkes screen scraping ("képernyő kaparás") technikával végzi. Ez azzal jár, hogy az alkalmazásokat minden alkalommal újra kell írni, ha az információt szolgáltató webhelyen a HTML kódot módosítják. A problémának a megoldására dolgozta ki Berners-Lee 2009-ben a Linked data  fogalmát és a W3C a hozzá tartozó eljárásokat és szabványokat. A cél, hogy programok a web infrastruktúráját használva screen scraping nélkül érjék el a nyilvános weblapok adatait. A mindennapokban így működnek a különböző levelező és közösségi programok, amikor automatikusan töltik ki a felhasználó naptárját az általa figyelt nyilvános weblapokon megjelenő előadások időpontjával és más információkkal. Ehhez az kell, hogy a figyelt weblapok azonosításra URI-t használjanak és az adatok megfeleljenek a RDF és SPARQL szabványoknak. Összefoglalva:

1. URI használata a dolgok nevének megadására.
2. a HTTP protokollon URI-k használata dolgok elérésére és feloldására.
3. Használható információ (leírás) arról hogy az adott név minek az azonosítására szolgál. Erre a RDF, SPARQL vagy esetleg más szabvány használata.
4. Más dolgok, weben történő nyilvánosságra hozatalakor, azokra szintén HTTP URI alapú néven kell hivatkozni.

példa szemantikus hálózatra

Az igény hogy, a szemantika leegyszerűsítve a ”szavak jelentése” a számítógép számára érthető legyen Richard Hook Richens a számítógépes nyelvészet egyik kezdeményezőjének a művében már nagyon hamar a számítógépek megjelenését követően 1956-ban megjelent. A nagyjából az időben megalkotott LISP programnyelv használta is az asszociációs listákat ilyen megfontolásból. Ekkor dolgozzák ki az RDF szabványban fontos szerepet kapott szemantikus hálózat fogalmát is.
A Linked Data elve és a hozzákapcsolódó szabványok biztosítják az az adatok könnyű cseréjét és az URI segítségével minimális szemantikai tudást is kapcsolhatunk ezekhez az elemekhez. Nyilván nem tudhatom, hogy például a PIM57433 mire hivatkozik. De ha a https://opac-nevter.pim.hu/en/record/-/record/PIM57433 URI-t látom tudom, hogy az a Petőfi Irodalmi Múzeum névterére hivatkozik és ezt a formátumot a számítógépek is megértik. A W3C ontológiai nyelve az OWL egy csomó kiegészítő információt is kapcsolhat egy URI-hoz. Például a „házastárs” egy szimmetrikus információ ha A házastársa B-nek akkor B is házastársa A-nak. Vagy a tél ellentéte a nyár a háború ellentéte a béke.
A szemantikus web az információ megosztás általánosan elterjedt megoldásává vált. Az egyik legjelentősebb szemantikus web megoldás az Európai Bizottság 2011/833/EU határozatával életre hívott és 2012-ben felállított portál: Az Európai Unió Nyílt Adatportálja (European Union Open Data Portal (EU ODP)). Ez összeköti 26 tagállam kormányzatának a nyílt adatbázisait. Biztosítva ezek összekapcsolását és egyben az Unió szervezetei és polgárai számára az azokban tárolt információk elérését, lekérdezését modern SPARQL lekérdezések segítségével. Az együttműködésben csak Magyarország és Lettország kormánya nem vesz részt.

## Az egységes erőforrás-azonosító
A keresett erőforrások kompakt leírására dolgozta ki Berners-Lee a mindenki által ismert egységes erőforráshely-leírót az URL-t. Ez pontosan megmondja, hogy a keresett erőforrás milyen protokollon érhető el és megadja a célgépet valamint a célgép fájlrendszerén belül a keresett erőforrás pontos helyét. Ezen a helyen egy fájlt találunk aminek a formátuma bármi lehet. Emberi fogyasztásra általában HTML formátumot használnak, de lehet ez egy .doc vagy .pdf. Tulajdonképpen bármilyen kiterjesztésű fájl állhat ott.
Az emberek többsége ennek alapján úgy gondolja, hogy minden ami HTTP(S):-el kezdődik az egy weblap, de ez egyáltalán nem így van. Ezt elkerülendő vezették be az egységes erőforrás-nevet az URN-t. Az URN egy egy adott névtéren belül használt helyfüggetlen azonosító. Tipikusan valamilyen hatóság, nemzetközi szakmai szervezet kezeli globális értelemben egyedi és hosszú időn keresztül állandó, alkalmasint még akkor is amikor az általa azonosított erőforrás már nem elérhető.
Az egységes erőforrás-azonosítót URI-t az URL és az URN egységes szabványba illesztésére alkották meg 2005-ben
Az URI segített megoldani egy égető problémát. Az XML jelölő nyelv egyre népszerűbb lett és az XML-t használó fejlesztők speciális feladatok megoldására egyre inkább elkezdték kombinálni a különböző domainokban található elemeket. Fel kellett oldani azt a problémát, hogy ugyanaz az elnevezés különböző domainokban mást és mást jelenthet. Erre kiválóan alkalmas egy URI. Hogy megértsük ennek a működését vegyük az előző fejezetben szereplő URI-t: https://opac-nevter.pim.hu/en/record/-/record/PIM57433 Ez egy MARCXML rekordra mutat. Ezt a rekordot a Petőfi Irodalmi Múzeum informatikusainak köszönhetően, a MARCXML sorra kattintva, ki is bonthatjuk. Itt a második sorban egy újabb URI-t találunk: <collection xmlns="http://www.loc.gov/MARC21/slim">. Ez jelzi, hogy a collection szakasz az Kongresszusi Könyvtár Marc21 szabvány alapján épült fel. Ezt a szabványt világszerte használják a könyvtárak. Tetszőleges alkalmazás a szabványos "tag"-eket felhasználva automatikus lekérdezéseket végezhet. Konkrétan ha valamelyik alkalmazás Hankiss Elemér foglalkozása után érdeklődik, a fenti két URI segítségével automatikusan kiolvassa azt, illetve ebben az esetben azokat, a <datafield ind1="1" ind2="3" tag="010"> "tag"-ekből.

## Az erőforrás-leíró formátum
Az erőforrás-leíró formátumról (RDF), ami szintén egy W3C szabvány, bevezetőben a következőket kell tudni:
- Az RDF egy adatmodell. A tárolt információk alapegységeit az úgynevezett hármasok (triple) adják.
- Egy hármas áll egy szubjektumból egy predikátumból és egy objektumból. Klasszikus filozófia értelemben egy ilyen hármas tekinthető egy ítéletnek is. Egy erőforrás-leíró hármas értelmezhető úgy, hogy az áll: egy erőforrás-azonosítóból (szubjektum), egy tulajdonság (property) nevéből, és egy tulajdonság (property) értékéből.

Pl. Hankiss Elemér – ez egy – ember, Hankiss Elemér – utóneve – Elemér stb…
- Egy hármas információinak egyértelműségét az biztosítja, hogy a szubjektumok és a predikátumok kötelezően URI-k. Az objektumok lehetnek URI-k de lehetnek sima értékek is.

Ha egy objektum URI az biztosítja a lehetőséget más adatbázisban további szemantikus kapcsolatok feltárására. A lenti ábrában ilyen URI a PIM-azonosítóhoz kapcsolt érték a PIM57433 (https://opac-nevter.pim.hu/record/-/record/PIM57433) ami átvezeti a Petőfi Irodalmi Múzeum névterébe.

A fenti gráf 8 hármast ábrázol. Mindegyik hármas szubjektuma (azonosítója) a Hankiss Elemér Wikidatában található URI-ja. A predikátumokat a gráf élei jelképezik. Ezek mindegyike szintén egy-egy URI. A hármasokhoz tartozó objektumok (a predikátumokhoz tartozó értékek) lehetnek szintén URI-k, világos kékkel jelezve, vagy sima értékek mint a születési dátum.

### Egy RDF tárolása diszken
Egy RDF tárolását biztosító bájtszekvenciát, amit valahol egy diszken tárolunk, tisztán technikai értelemben szerializációnak hívjuk. Mivel vannak olyan operációs rendszerek, amik nem ismerik a fájl fogalmát, a fájl fogalma helyett ezt a terminológiát szokás használni. A gyakorlatban minden RDF szerializáció egy szövegfájl. Több szerializációs szabvány van, ezek különböző szintaxist alkalmaznak a hármasok reprezentációjára. Az lényegtelen, hogy ezeket a hármasokat egy diszken tároljuk, vagy valamilyen adatbázisból dinamikusan generálja valamilyen alkalmazás.
- RDF/XML,(wd)[11] A legrégebben alkalmazott RDF szerializáció. A szabványa 1999-ben mint az RDF specifikáció része jelent meg.
- Turtle,(wd)[12] A legnépszerűbb RDF szerializáció. Jól olvasható, egyszerűen kezelhető.
- N-Triples,(wd)[13] Egyszerű, könnyen használható nem annyira tömör mint a Turtle.
- N-Quads,[14][15] Az N-Triples tovább fejlesztett változata bonyolult RDF gráfok szerializációját is biztosítja.
- JSON-LD,(wd)[16] Egy JSON alapú szerializáció.

Ha nagy mennyiségű RDF-hármast kell tárolni, attól függetlenül, hogy az RDF/XML vagy Turtle formátumban van, nem igazán használható megoldás egy nagy szöveges fájl. Egy hagyományos relációs adatbázis (MySQL, DB2, vagy Oracle) indexeli az adatokat, és index segítségével dönti el, hogy melyik adatot kell a memóriába beolvasni és mikor. A legjobb megoldás az RDF-hármasok tárolására optimalizált adatbázis-kezelő. Természetesen vannak ilyen adatbázis-kezelő megoldások, triplestore-ok). (pl.: 3store, OpenLink Virtuoso, Wikibase stb.
Amennyiben az adatainkat egy relációs adatbázisban tartjuk akkor az adatbázis-menedzser a lekérdezéseket szabványos query nyelven, SQL-ben végzi. Jelenleg nincs olyan szabvány, ami weben keresztül lehetővé tenné relációs adatbázis közvetlen SPARQL-lekérdezését. A fejlesztők számára egyszerűbb az adatbázisok nyilvánossá tételekor egy middleware réteg installálása. Ez a köztes szoftver fogadja a SPARQL-lekérdezéseket, lefordítja azokat a relációs adatbázis adatit jól kezelő SQL query-re, és a válaszból egy SPARQL kompatibilis XML-fájlt generál. Ilyen például az D2RQ vagy a Virtuoso Sponger.

## SPARQL
A szemantikus webben tárolt adatok lekérdezésére SPARQL lekérdező nyelvet használjuk. Ez szintén egy W3C szabvány . Legutolsó 1.1-es változata 2013-ban került publikálásra.
A SPARQL egy RDF-hez tartozó szabványos lekérdező nyelv (query language), olyan a triplestore-ok esetén, mint az SQL a hagyományos relációs adatbázisoknál. Azok akik ismerik az SQL-t, találnak hasonlóságot a két nyelv logikája között, de új kulcsszavakat is meg kell tanulni mint pl.: OPTIONAL, vagy FILTER. Fentebb az RDF-nél láttuk, egy hármas egy szubjektumból, egy predikátumból és egy objektumból áll. Ennek megfelelően a lekérdezéseknél is hasonló hármasokkal dolgozunk. A SPARQL-lekérdezés RDF-adatbázisokon fut. A SPARQL az adatbázisban található hármasokat egyezteti a lekérdezésben megadottakkal. Az adatbázisoknak kell, hogy legyen SPARQL-végpontjuk. Különösen fontos ez, ha nem triplestore-ban hanem hagyományos adatbázisban vannak az adatok.

### Példa
```
#Magyarország folyói

#added before 2017-11

#defaultView:BubbleChart

PREFIX
 
wd
:
 
<http://www.wikidata.org/entity/>

PREFIX
 
wdt
:
 
<http://www.wikidata.org/prop/direct/>

PREFIX
 
rdfs
:
 
<http://www.w3.org/2000/01/rdf-schema#>

SELECT
 
?folyo
 
?folyoLabel
 
?hossza
 
?kepe
 
?location
 
WHERE
 
{

  
?folyo
 
(
wdt
:
P31
/
wdt
:
P279
*
)
 
wd
:
Q4022
.

  
?folyo
 
wdt
:
P2043
 
?hossza
.

  
?folyo
 
wdt
:
P18
 
?kepe
.

  
#?folyó wdt:P625 ?location. #Ha kivesszük a sor elején a "#" -ot akkor a források és a torkolatok koordinátáit is megkapjuk

  
?folyo
 
wdt
:
P17
 
wd
:
Q28
.
 
# a folyó - ország - Magyarország

  
SERVICE
 
wikibase
:
label
 
{
 
bd
:
serviceParam
 
wikibase
:
language
 
"hu"
.
 
}

}

ORDER BY
 
DESC
(
?hossza
)
 
?folyoLabel

LIMIT
 
50

```

Próbáld ki!
A SELECT és a WHERE kulcsszavakat ismerjük az SQL-ből. A query 5 hármasra kérdez rá. Mivel a Wikidata SPARQL-végpontja nem ismeri fel az ékezetes betűket, azokat a példában nem tudjuk használni. A hármasok szintén az angol nyelvtani szabályokat követik. Az 5 sor szubjektuma = folyó; predikátuma = országban van; objektuma = Magyarország.
A lekérdezésben perfixeket használunk. A Q-val kezdődő értékek Wikidata-elemek. Minden ilyen elemhez minden Wikipédiában használt nyelven megadható egy címke és egy leírás, de az egyértelműséget a Qnnn-nel végződő URI-k biztosítják. A lekérdezésben a SERVICE kulcsszóval adjuk meg, hogy szükségünk van az elemek magyar nyelvű címkéire is. Egy-egy wikidataelem URI-ja ennek megfelelően <http://www.wikidata.org/entity/Qnnnn> A predikátumok (propertyk) URI-jai Pnnn-nel végződnek (Pl.: P2034 = hossz; P17 = ország(ban van)). Egy predikátum URI-ja: <http://www.wikidata.org/prop/direct/Pnnn halott link]]>
A fentihez hasonló SPARQL-lekérdezéseket használhatunk az Európai Unió Nyílt Adatportálján. Itt segítségül szolgál hogy maga a SPARQL-végpont tájékoztatja a felhasználót a rendelkezésre álló névterekről és az ahhoz rendelt prefixekről.
Másik szemantikus web projekt a DBpedia. Ennek nyilvános SPARQL-végpontját a következő linken érhetjük el: DBpedia SPARQL. Itt az uniós portálhoz hasonlóan fel vannak sorolva a szabványos prefixek.

## OWL (Ontológia)
Mivel az RDF mint fentebb láttuk egy egyszerű gráf modellt definiál, komplexebb szemantika leírására vagy bonyolultabb adatmodellezésre nem alkalmas. Ezt felismerve dolgozta ki a W3C közösség a Web ontológia nyelv. Az OWL az RDF kiterjesztése a „dolgok” halmazait jobban leíró fogalmakkal mint az osztályok, egyes osztályokra vonatkozó tények, osztályok és esetek közötti relációk, és a relációknak jellemzői.
Az alábbi táblázatban felsorolunk pár példát néhány OWL RDF kiterjesztést. A lista nem teljes csupán pár jellegzetes példa.
| OWL osztály hierarchiák                                   |                                                    | leíró logika-i formalizmus                                                                                            |
| --------------------------------------------------------- | -------------------------------------------------- | --- |
| SubClassOf( :Woman :Person ) SubClassOf( :Mother :Woman ) | nő alosztálya a személynek anya alosztálya a nőnek | {\displaystyle C^{\|c}\subseteq D^{\|c}}                                                                              |
| EquivalentClasses( :Person :Human )                       | személy ekvivalens osztály a emberrel              | {\displaystyle C_{j}^{\|c}=C_{k}^{\|c}} minden {\displaystyle 1\leq j,k\leq n} ra.                                    |
| DisjointClasses( :Woman :Man )                            | (egymást) kizáró osztály a nő és a férfi           | {\displaystyle C_{j}^{\|c}\cap C_{k}^{\|c}} üres minden {\displaystyle 1\leq j,k\leq n} és {\displaystyle j\neq k} ra |
| OWL property hierarchiák                                  |                                                    | |
| ObjectPropertyAssertion( :hasWife :John :Mary )           | John felesége Mary                                 | {\displaystyle (a^{\|i},b^{\|i})\in R^{\|po}}                                                                         |
| NegativeObjectPropertyAssertion( :hasWife :Bill :Mary )   | Billnek nem felesége Mary                          | {\displaystyle (a^{\|i},b^{\|i})\notin R^{\|po}}                                                                      |
| DifferentIndividuals( :John :Bill )                       | John nem azonos Billel                             | {\displaystyle a_{j}^{\|i}\neq a_{k}^{\|i}} minden {\displaystyle 1\leq j,k\leq n} és {\displaystyle j\neq k} ra      |
| SameIndividual( :James :Jim )                             | James azonos Jimmel                                | {\displaystyle a_{j}^{\|i}=a_{k}^{\|i}} minden {\displaystyle 1\leq j,k\leq n} ra                                     |

Az OWL W3C dokumentációja már nem marad meg a korábbi szabványok megszokott leírásánál a definíciókban a leíró logika formalizmusát használja.

## Leíró logikák
A leíró logika (description logic, DL) segítségével le tudjuk írni egy szakterület vagy egy közismereti terület fogalmi rendszerét.
A formalizmus alapvető építőkövei a fogalmak, amelyek egyedek halmazait reprezentálják és a szerepek, amelyek egyedek közötti kapcsolatokat írnak le és így egyedpárok halmazaként is felfoghatóak. Hogy terminológiai tudásunkat leírjuk egy adott területre vonatkoztatva, fel kell vennünk néhány elemi fogalmat és szerepet. Ezekből különféle fogalom- illetve szerepépítő műveletek segítségével összetett fogalmakat illetve szerepeket készíthetünk. Az így képzett kifejezések egyenlőségét vagy tartalmazási viszonyát terminológiai axiómák formájában fogalmazhatjuk meg (lásd fentebb az ontológiánál). Egy adott területre vonatkozó általános tudásunkat terminológiai axiómák egy halmazával írjuk le, ezt a halmazt terminológiai doboznak, vagy T-doboznak hívjuk. A T-doboz egy konkrét megvalósulásáról szóló tudásunkat adatállítások formájában fogalmazhatjuk meg. Fogalmi- és szerepállítások egy halmazát adatdoboznak vagy A-doboznak nevezzük. Terminológiai és adatállításaink jelentését (szemantikáját) a klasszikus matematikai logikából ismert módszerekkel határozzuk meg.
Az AL nyelv az atomi negálást, metszetet, értékkorlátozást és az egyszerű létezési korlátozást engedi meg, csak atomi szerepeket használhatunk benne és a szerepaxiómák sem megengedettek. Az U betűvel jelölt nyelvkiterjesztés vezeti be az unió műveletet, az E a teljes létezési korlátozást, míg a C a teljes negálást adja hozzá a nyelvhez.
Az SHIQ nyelvcsalád bevezetéséhez szükségünk van az ALC nyelvhez, melyet fentebbi bővítések útján érhetünk el. Ennek egy bővítése az SHIQ nyelv, melyben tranzitivitási axiómákat is megadhatunk, azaz egyes szerepekről kijelenthetjük, hogy tranzitívak. A H nyelvkiterjesztés a szerephierarchiákat vezeti be, azaz megengedi a szereptartalmazási és –egyenlőségi axiómák használatát. Az I betű jelöli az inverz szerepek használatát lehetővé tevő bővítést, míg Q a minősített számosságkorlátozások bevezetését jelenti.

## Bölcseleti megközelítés[22]
A szemantikus web lényege, hogy az interneten található információkat a keresőrendszerek ne csupán sekélyesen, hanem mélyen, valódi tartalomként kezeljék. A szemantikus web egy globálisan skálázható internetet jelent, melyben a különböző forrásokból származó információk számítógépes műveletek segítségével nyerik el jelentésüket. A hasznossága egy-egy tartalomnak, információnak az alapján állapítható meg, milyen metainformációk kapcsolódnak hozzá. Ezek kiértékelése különböző informatikai módszerek alapján történik.
A W3C szemantikus web alatt az alábbi fogalmat érti: „a szemantikus web módszerek és technológiák összessége, melyek segítségével elérhetővé tehetjük a gépek számára az interneten található információk jelentését, szemantikáját.”
A szemantikus web elképzelése két alapötletre építkezik. Az egyik: kapcsoljunk metainformációkat internetes erőforrásokhoz. Metaadatnak nevezünk egy olyan adatot, amely adat egy adatról. Például egy képről, hogy csimpánzok vannak rajta. Itt az „igazi” adat a képet leíró konkrét bitfolyam. Adat és metaadat sokszor nem választható szét élesen: ami egy szituációban adat, egy másikban lehet metaadat és fordítva. A másik lényeges alapgondolat, hogy következtetni kell tudni ezen metainformációk segítségével. A fenti esetre vonatkoztatva ez azt jelenti, hogy valamilyen úton ki kell tudni deríteni, hogy a képen állatok szerepelnek, holott a metainformáció csak annyi volt, hogy csimpánzok láthatóak rajta. Azt senki sem mondta, hogy állat is van rajta! 

### A szemantikus web története
Tim Berners-Lee, a W3C igazgatója, a következőképp fogalmazta meg eredetileg a szemantikus web elképzelést 1999-ben:
„Van egy álmom, miszerint a web(-et alkotó számítógépek) képessé válnak a weben lévő összes adat analizálására, vizsgálatára – a tartalom, linkek és tranzakciók emberek és számítógépek között. A »szemantikus web«, ami ezt lehetővé kéne, hogy tegye, még ki kell bontakozzon, de amikor ez megtörténik, a napi mechanizmusokat az üzletben, kereskedelemben, bürokráciában és a mindennapi életünkben a gépekkel kommunikáló, beszélő gépek fogják kezelni. Az »intelligens robotok«, amikre az emberek már évek óta várnak, végül valóra fognak válni.”
Az eredeti szemlélet szerint a gép által olvasható metaadatok elérhetősége az automatizált robotokat és más szoftvereket képessé tenné arra, hogy sokkal intelligensebb hozzáférésük legyen a világhálóhoz. A robotok automatikusan teljesíteni tudnák a feladatokat, és képesek lennének rögzíteni a kapcsolódó információkat a felhasználó helyett.
Bár a szemantikus web terminológiája nincs formálisan definiálva, leginkább a W3C által javasolt, tervezett modell és technológiák leírására használják. Ezek közé tartozik az RDF, egy sor adatátalakító formátum és ajánlások, mint az RDFS és OWL, amelyeket mind arra tervezték, hogy a koncepciók, terminológiák és kapcsolatok egy formális leírását adják egy adott tudáshalmazon belül.
Sok W3C által javasolt technológia már létezik és sokfajta projektben felhasználták már. A szemantikus web olyan, mint egy globális szemléletmód, habár eddig még nagyrészt megvalósulatlan maradt és a kritikusai megkérdőjelezik a kivitelezhetőségét, létjogosultságát.
„A szemantikus web célja egy olyan infrastruktúra létrehozása, amely lehetővé teszi a weben lévő adatok integrálását, a közöttük levő kapcsolatok definiálását és jellemzését, illetve az adatok értelmezését.”

## Projektek
- DBpedia
- FOAF (Friend of a Friend)
- SIOC (Semantically-Interlinked Online Communities)
- Linking Open Data

## A szemantikus webről bővebben
- http://www.w3.org/2001/sw/
- http://www.semanticweb.org/ Archiválva 2003. december 8-i dátummal a Wayback Machine-ben
- http://www.semanticarts.com/